# Rosemary (lutadora)
Holly Letkeman (nascida em 29 de novembro de 1983) é uma atriz e lutadora profissional canadense atualmente contratada pela Impact Wrestling sob o nome de Rosemary. Ela é uma ex-Campeã Knockouts da Impact e atual e três vezes Campeã Mundial de Duplas Knockouts da Impact. Ela trabalhou para promoções como BSE Pro, BCW, Maximum Pro Wrestling, NCW Femmes Fatales, Smash, Steel City Pro Wrestling e Shimmer Women Athletes sob o nome de Courtney Rush. Ela também é uma ex-Campeã de Duplas da Shimmer com Sara Del Rey.

## Início de vida
Nascida em Winnipeg, Manitoba e criada em Stonewall, Manitoba, ela foi exposta ao wrestling profissional por seu pai. Durante o ensino médio, ela e um amigo treinaram brevemente em uma escola local, mas desistiram após uma sessão quando a escola queria que eles jogassem. Mais tarde, ela frequentou a Universidade de Manitoba, onde se formou em estudos de cinema. Após a formatura, ela trabalhou em alguns sets de filmagem, mas decidiu retomar seu interesse de infância em wrestling profissional depois de ouvir sobre a morte de Eddie Guerrero e frequentou a escola de Scott D'Amore em Windsor, Ontário, em maio de 2007, onde ela foi ensinada por Tyson Dux e Johnny Devine, bem como D'Amore. Ela inicialmente usou o nome de ringue PJ Tyler (refletindo seu amor pelo Aerosmith), mas depois mudou para Courtney Rush.

## Carreira na luta livre profissional

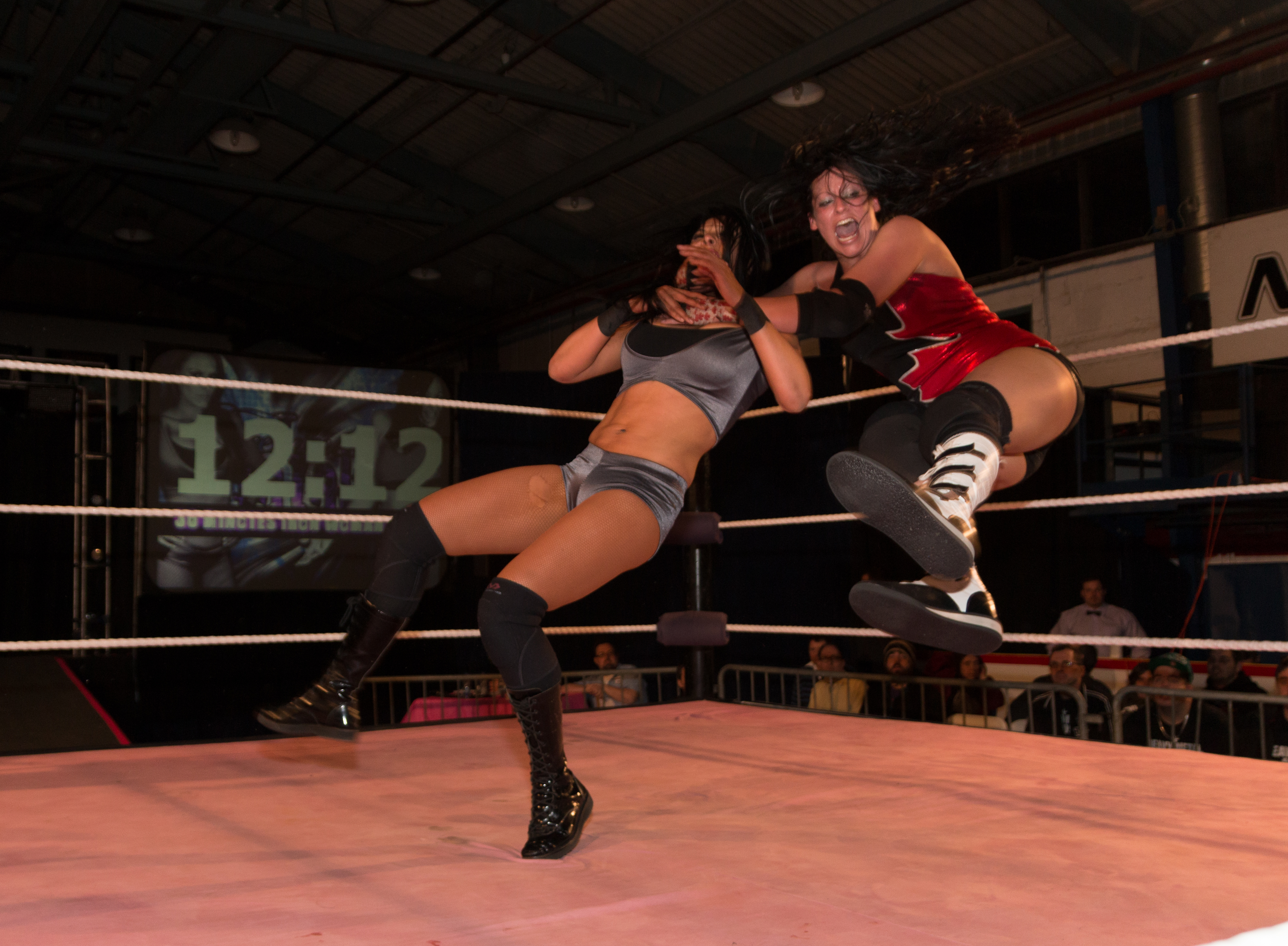
Courtney Rush (à direita) aplica um varal em Cheerleader Melissa durante o evento nCw Femmes Fatales XIV, realizado em 2014. Esta imagem é relevante para o artigo sobre Rosemary (nome no ringue de Courtney Rush), pois ilustra um momento de sua carreira na luta livre profissional, destacando sua participação em competições importantes e seu estilo agressivo no ringue. Rosemary, conhecida por sua personalidade única e habilidades de combate, tornou-se uma figura notável no cenário da luta livre, incluindo suas apresentações em federações como a nCw Femmes Fatales.

### Início da carreira (2008–2010)
Competindo como Casey Maguire, ela fez sua estreia no ringue pela PTW em 30 de janeiro de 2008, perdendo para Haley Rogers. Ela estava programada para assumir o cargo de Jennifer Blake como comissária do PWX, mas seu cargo foi assumido por "Danger Boy" Derek Wylde de uma forma controversa. Ela logo começou uma rivalidade com Haley Rogers durante uma tag team com Jennifer Blake contra os mesmos Haley Rogers e Jade Chung. Durante esta competição, ela quebrou o nariz de Haley e agravou a lesão durante uma única competição na semana seguinte. Essas duas atletas se enfrentaram em momentos diferentes durante o ano de 2008 e a GLORY Wrestling dedicou a eles um artigo sobre a luta ocorrida em 12 de setembro de 2008. Durante a primeira parte de 2009 ela competiu em diferentes lutas com Cherry Bomb, Jennifer Blake e Holly Hilton, incluindo uma partida com Amazing Kong que ela não conseguiu vencer. No dia de seu 26º aniversário, ela conquistou seu primeiro título na carreira derrotando Deanna Conda na final do WILD Tournament 2009 para vencer o Campeonato WILD da GCW.

### NCW Femmes Fatales (2010–2013)
Ela estreou no NCW Femmes Fatales em 6 de fevereiro de 2010 como PJ Tyler. No início, ela estava programada para enfrentar Kacey Diamond, mas os planos foram alterados e ela se juntou a Mary Lee Rose para enfrentar a equipe de Anna Minoushka e Anastasia Ivy. Ela conseguiu acertar com sua manobra de finalização, mas a equipe de Anna e Anastasia conseguiu a vitória por pinfall. Como o campeão WILD reinante na época, Tyler foi inscrito no primeiro torneio NCW FF para o Campeonato da NCW Femmes Fatales. Na primeira rodada ela enfrentou Portia Perez em uma partida pela primeira vez, mas não conseguiu marcar a vitória. Em outubro de 2010, Tyler derrotou Cat Power e Sassy Stephie em uma luta Triple Threat.
Em março de 2011, agora aparecendo como Courtney Rush, ela derrotou Cat Power em uma luta de rua. No card de julho de 2011, Rush enfrentou o Madison Eagles no evento semi-principal, mas perdeu para ela. Em outubro de 2011, ela enfrentou e derrotou Kellie Skater.
Em março de 2013, Rush derrotou Allison Danger para ganhar o Campeonato Mundial Bellatrix Em 16 de agosto de 2014, ela ganhou o Campeonato da nCw Femmes Fatales.

### Circuito indepedente (2010-2016)
Durante sua carreira, Letkeman participou de diversas empresas como NCW Femmes Fatales e Shimmer Women Athletes, vencendo diversos campeonatos e premiações.

### Total Nonstop Action Wrestling (2016-presente)
Em janeiro de 2016, Letkeman assinou com a Total Nonstop Action Wrestling. Sua primeira aparição foi no episódio do dia 26 de janeiro do Impact Wrestling, acompanhada por Abyss e Crazzy Steve que atacaram os então xampeões mundiais de duplas da TNA, Davey Richards e Eddie Edwards, e assim formando uma nova stable chamada Decay. Logo depois foi revelado que seu nome de ringue era Rosemary. Ela fez sua estreia no ringue no episódio do dia 26 de abril do Impact Wrestling, derrotando Gail Kim.
Em 1 de dezembro de 2016, ela conquistou seu primeiro título na TNA, após derrotar Jade em um six sides of steel cage match

## Filmografia
Letkeman atuou em filmes independentes, incluindo Monster Brawl (onde interpretou Witch Bitch), Exit Humanity e Beat Down.
| Ano  | Filme         | Função      | Notas               |
| ---- | ------------- | ----------- | ------------------- |
| 2011 | Monster Brawl | Witch Bitch | como Holly Letkeman |
| 2011 | Exit Humanity | Zumbi       | como Holly Letkeman |
| 2012 | Beat Down     | French Kiss | como Holly Letkeman |

## No wrestling
- Movimentos de finalização
  - Como Courtney Rush
    - Skyward Suplex (Olympic slam)
    - Sharpshooter
    - Spear

  - Como Rosemary

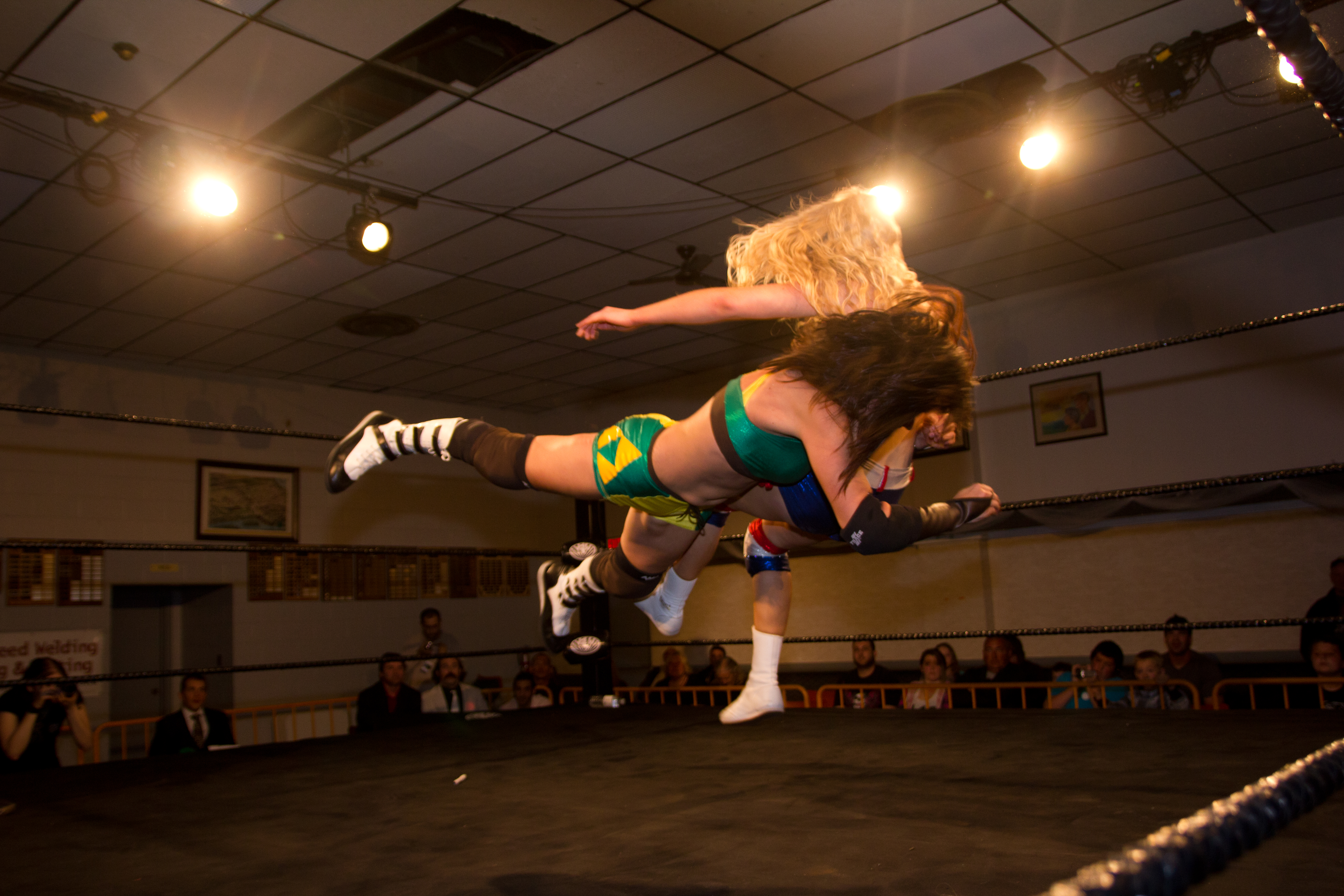
Rosemary (de verde e amarelo), executando um spear.

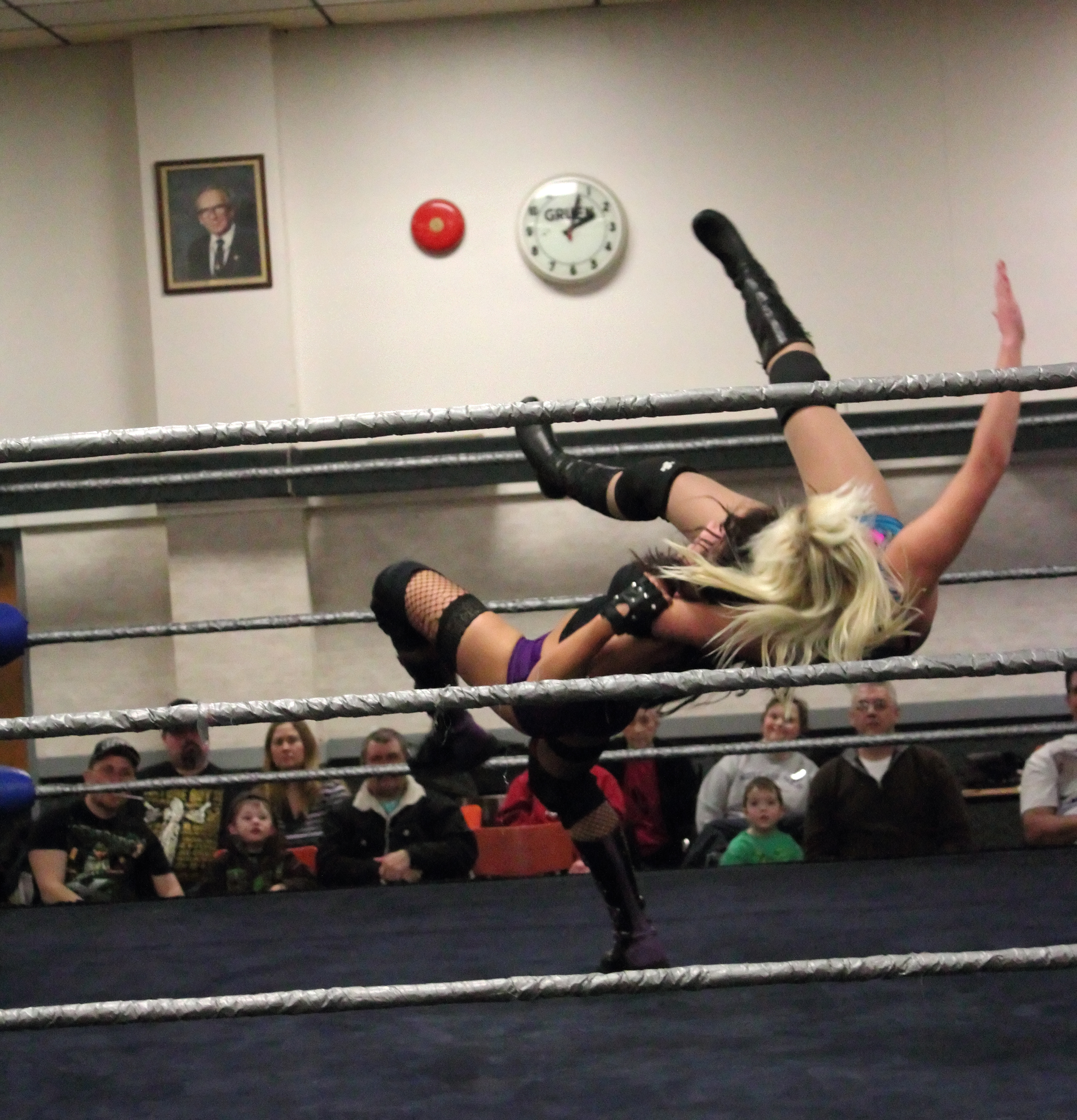
Rosemary aplicando um Skyward Suplex.

    - The Red Wedding (Fireman's carry facebuster) — 2016–presente
- Movimentos secundários
  -     - Asian mist
    - Mist of Transformation
    - Modified boston crab
    - Coast to Coast (Corner-to-corner front missile dropkick)
    - Double underhook suplex
    - Exploder suplex
    - Hanging figure-four necklock
    - Lotus lock
    - Viariações de cotoveladas sobre o oponente no corner
    - Nightmare Make Believe (Bronco buster)
    - Pendulum backbreaker
    - Russian leg sweep
- Managers
  - Crazzy Steve
  - Abyss
- Alcunhas
  - "Canadian Assassin"
  - "Death Dealer"
  - "Demon Assassin"
- Música de entrada
  - "Bad Medicine" por Bon Jovi (Shimmer / Smash Wrestling / Circuito independente)
  - "Crossing Field" (com "Ironside") por LiSA (Smash Wrestling /Circuito independente)
  - "The Nobodies" por Marilyn Manson (TNA; 26 de janeiro de 2016 – 15 de dezembro de 2016;  Como parte da Decay / Independent circuit; 9 de abril de 2016 – presente)

## Títulos e prêmios
- Acclaim Pro Wrestling
  - APW Tag Team Championship (1 vez) – com KC Spinelli
  - APW Women's Championship (1 vez)
- Bellatrix Female Warriors
  - Bellatrix World Championship (1 vez)
- Great Canadian Wrestling
  - GCW W.I.L.D. Championship (1 vez)
- Pro Wrestling Illustrated
  - PWI classificou-a como #8 das 50 melhores lutadoras femininas no PWI Female 50 ,em 2014,[17]
- Pure Wrestling Association
  - PWA Canadian Elite Women's Championship (1 vez) [18]
- Shimmer Women Athletes
  - Shimmer Tag Team Championship (1 vez) – com Sara Del Rey
- Total Nonstop Action Wrestling
  - TNA Knockouts Championship (1 vez, atual)[19]
- Tri-City Wrestling
  - Women's Championship (1 vez)